# Moccacino

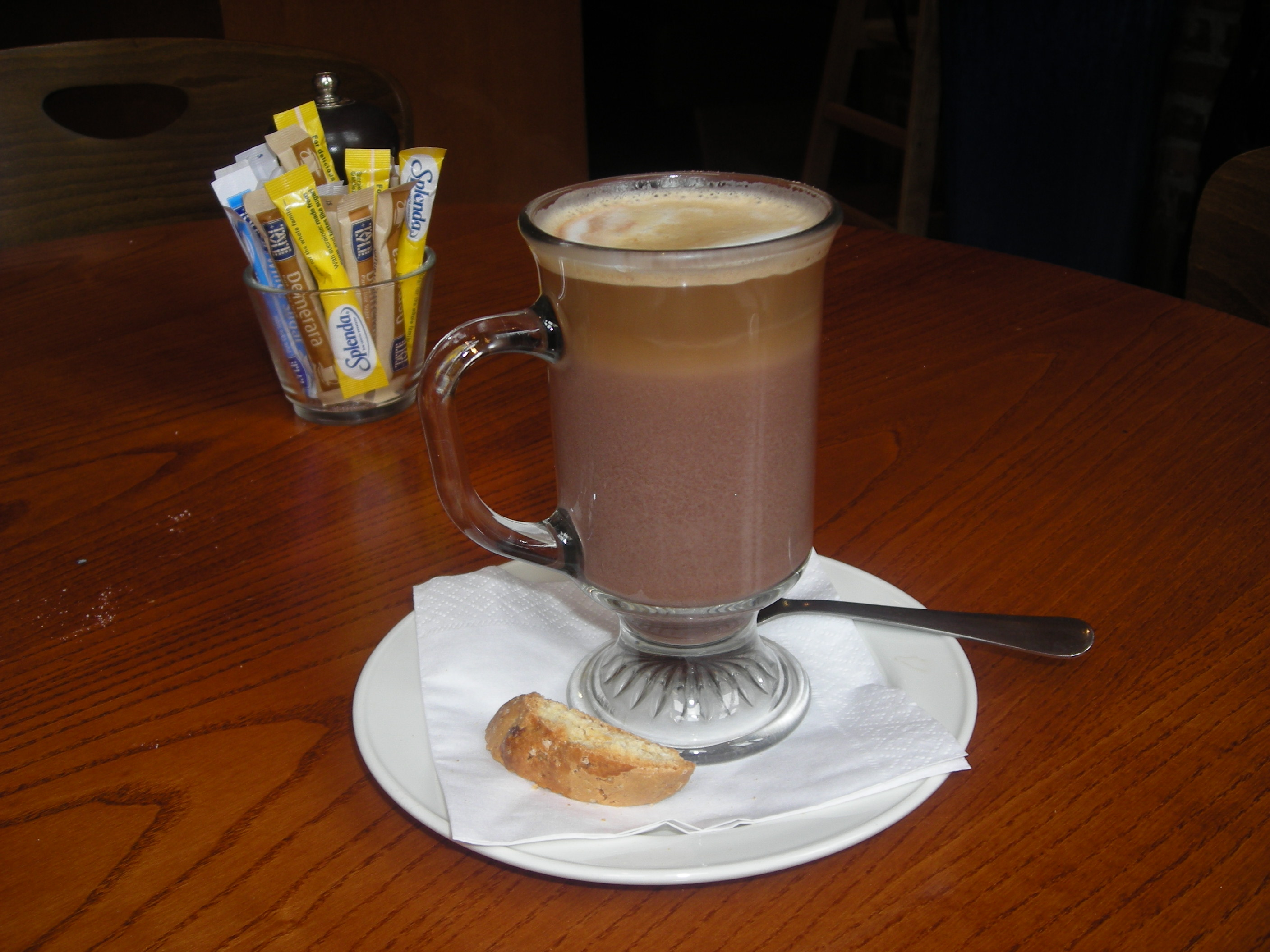
Detail do šálku na moccacino.

Moccacino je teplý nápoj připravený smícháním čokoládového sirupu s menším množstvím espressa (v poměru až 2:1) a doplněný obdobným množstvím napěněného mléka nebo šlehačky. Podává se zpravidla v šálku o objemu 150–250 ml.